# ثيلما ريتر
ثيلما ريتر (بالإنجليزية: Thelma Ritter)‏ ممثلة أمريكية من مواليد 14 فبراير 1902 ببروكلين، نيويورك الولايات المتحدة، توفيت في 5 فبراير 1969 بنيويورك.